# Bohutice

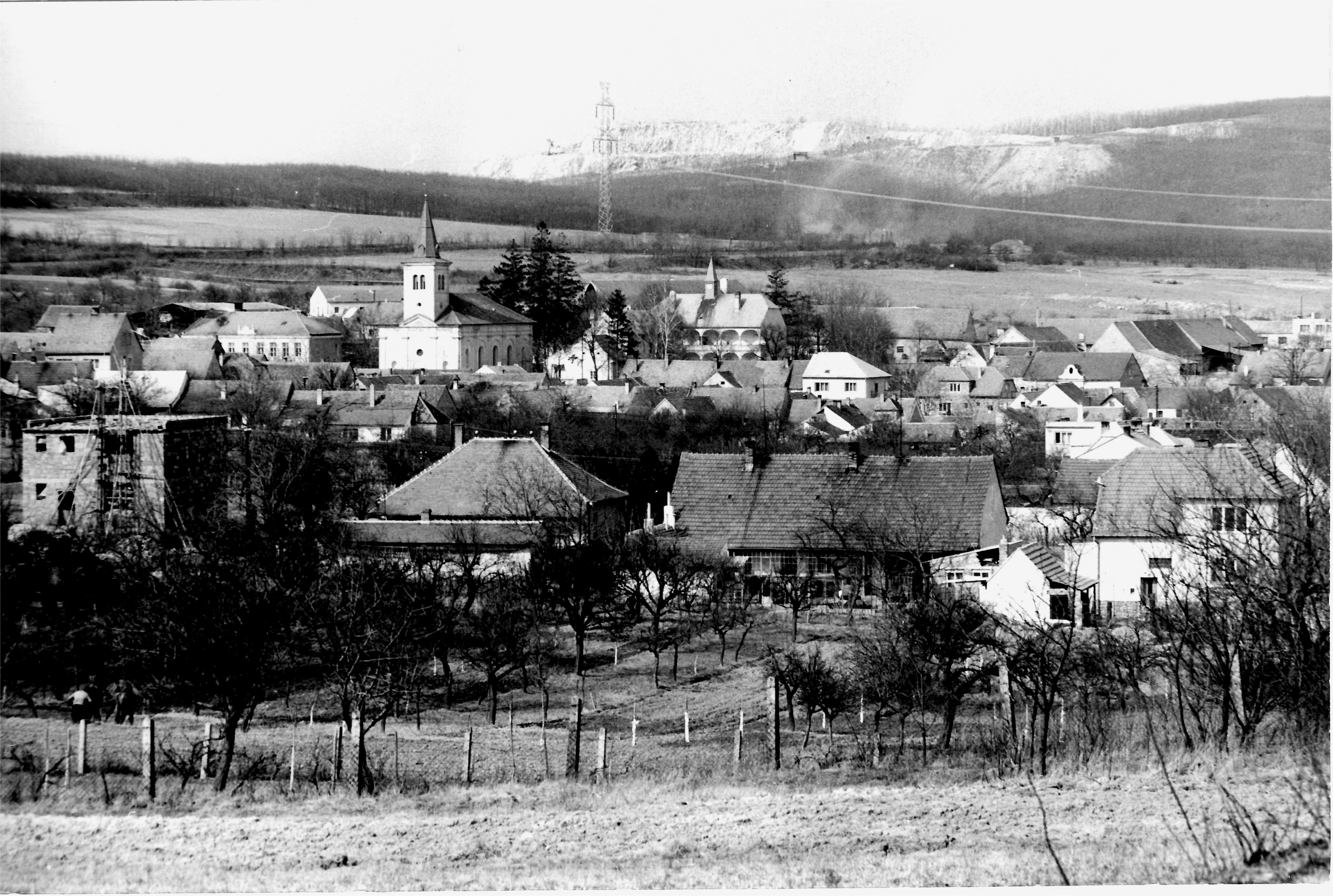
Vista de anos 70 con Leskoun detrás

Bohutice es una localidad del distrito de Znojmo en la región de Moravia Meridional, República Checa, con una población estimada a principio del año 2018 de 606 habitantes.

## Geografía
Se encuentra ubicada al suroeste de la región, cerca de la orilla del río Dyje (Thaya en alemán) —un afluente del río Morava (March en al.) que, a su vez, lo es del Danubio—, de la frontera con Austria y la región de Vysočina, y a unos 30 km al suroeste de la ciudad de Brno.
El pueblo se encuentra en la antigua línea de ferrocarril real e imperial en el kilómetro 114,1, esta línea de ferrocarril fue de Brno (Brünn) a la Estación del Este en Viena (Wien Ostbahnhof). 
Hoy día esta línea ferroviaria está interrompida en la frontera con Austria, ya que el puente sobre el río Dyje (Thaya) fue destruido por los partidarios checos hacia el final de la Segunda Guerra Mundial.

## Monumentos y lugares de interés
Castillo de Bohutice, construido en estilo renacentista a principios del siglo XVII, en lugar de una fortaleza destruida a finales del siglo XVI.
Exposición con 48 estatuas de madera del Vía Crucis ubicada en el castillo, creada por Bohumil Bek en 1938 por orden del pastor František Prášek, inaugurada en 2007 gracias a los incansables esfuerzos del exalcalde Pavel Štefka. Iglesia de la Asunción, inaugurada en 1870. Gruta de Lourdes y 3 Estaciones del Camino de la Cruz, inaugurada el 22 de julio de 1928, creada por orden del pastor František Prášek Estatuas de 4 santos en las cercanías de Bohutice. Pequeña capilla en el cementerio detrás del pueblo, tumba de la familia Seydl. 4 bodegas que llevan el nombre de los cuatro santos, San Miguel, San Florián, San Wenzel y San Juan.